# Giselle Calderón
Giselle Calderón Carrillo (Quito; 9 de agosto de 1987) es una actriz ecuatoriana nacionalizada española.

## Carrera
Giselle Calderón ha trabajado en televisión y cine, ha participado en diferentes catálogos de moda, lencería, videoclips y publicidad en Ecuador, Alemania, Italia y España.
En el mundo de la publicidad ha trabajado en las promos de Opel Corsa (2008), Trina (2007), Coca-Cola (2007) y Sixt Rent a Car (2007). 
En televisión ha participado en diversas series como Pasado y confeso (2005), Lalola (2007), Aída (2010), Becarios (2010), y El barco (2011-2013). En 2010 estuvo presente en varios programas de televisión como Invasores, NeoxNext y El club del chiste. En cine, ha participado en las películas Entre Marx y una mujer desnuda (1995), 1809-1810 Mientras llega el día (2004) y en Águila Roja: la Película (2011). También tiene experiencia en teatro con Tírenle tierra (2005).
Ha participado también en videoclips como “You Can Get It” (2006), “Right Here Waiting for You” (2007), “Stand By Me” (2007), “Verdammt Ich Hab Nix” (2007), “Centerfold” (2008) o “Carmen” (2009). Fue bailarina del cantante Daddy Yankee en algunos de los conciertos por Ecuador en 2005 y corista de Mark Medlock en sus conciertos en España.
En abril del 2012 la Casa de América otorgó un reconocimiento a los 100 latinos más influyentes en España, siendo la actriz Giselle Calderón una de las galardonadas por su trayectoria,  junto a la cantante Alaska, los también actores Juan Pablo Shuk y Héctor Alterio, entre otros.
En 2013 la revista FHM de España sumó a Giselle Calderón a su lista anual de "Las 100 mujeres más sexys del mundo", otorgándole el puesto 88. Además, en marzo de 2013 fue concursante del talent-show Splash! Famosos al agua, de Antena 3.
Actualmente la actriz compatibiliza sus estudios universitarios de Psicología con su trabajo como actriz.

## Filmografía

### Televisión

#### Series

##### Personajes fijos
- El barco, como Estela Montes (2011-2013)

- El club del chiste, como Yusnavi Puerto (2010)

##### Personajes episódicos
- Pasado y confeso (2005)
- Lalola (2008)
- Aída (2010)
- Becarios (2010)

#### Programas
- Splash! Famosos al agua, Concursante  (2013)
- Pasapalabra, Concursante (2013)

### Cine

#### Largometrajes
- Águila Roja: la Película (2011)

### Cortometrajes
- Mi país es de maíz (2005)

### Teatro
- Tírenle tierra (2005)